# دوري جنوب إفريقيا لكرة القدم 2018-19
دوري جنوب أفريقيا لكرة القدم 2018-19 هو موسم من دوري جنوب أفريقيا لكرة القدم ‏. أشرف على تنظيمه اتحاد جنوب أفريقيا لكرة القدم، وكان عدد الأندية المشاركة فيه 16، وفاز فيه ماميلودي صن داونز.